# 杰西·卡依斯干达
杰西·卡依斯干达（英語：Jessica Iskandar，1988年1月29日—）是一位印度尼西亚女演员和模特儿.

## 电影作品
- Dealova (2005年)
- Diva (2007年)
- Coblos Cinta (2008年)
- Nazar (2009年)
- Istri Bo'ongan (2010年)
- Kung Fu Pocong Perawan (2012年)